# Ahuachapán
Ahuachapán é um departamento de El Salvador, cuja capital é a cidade de Ahuachapán.
O rio Paz faz divisa de El Salvador com a Guatemala.
Ahuachapán tornou-se departamento de El Salvador em 9 de Fevereiro de 1869.
Principais produtos agropecuários: café, feijão, cana de açúcar e frutas.

## Municípios
1. Ahuachapán
2. Apaneca
3. Atiquizaya
4. Concepción de Ataco
5. El Refugio
6. Guaymango
7. Jujutla
8. San Francisco Menéndez
9. San Lorenzo
10. San Pedro Puxtla
11. Tacuba
12. Turín